# 四川航空8633便不時着事故
四川航空8633便不時着事故（しせんこうくうはちろくさんさんびんふじちゃくじこ、中国語：四川航空8633号班机事故）は、2018年5月14日に中華人民共和国・四川省で起きた航空事故。
事故を起こした航空機は重慶江北国際空港からチベットのラサ・クンガ空港への定期便であり、当該機は成都双流国際空港に緊急着陸をした。航空機はエアバス A319-100。
この事故は2019年に映画化された。

## 事故当日の四川航空8633便
- 使用機材：エアバスA319-100（登録記号B-6419）
- コールサイン：Sichuan 8633
- 予定フライトプラン：重慶市重慶江北国際空港発、チベット自治区ラサ・クンガ空港行
- 乗客：119名
- 乗務員：9名（内、3人は操縦士）

当該機は2011年7月11日に天津にあるエアバス最終組立ラインで製造され、26日に四川航空にデリバリーされた。事故までに、航空機は1万9千時間を超える飛行時間を記録していた。3人の操縦士に加えて、6人の客室乗務員と119人の乗客が搭乗していた。   
当便の機長は、中国人民解放軍空軍で10年間、飛行教官を務めた後、2006年に四川航空に入社した。

## 詳細
2018年5月14日に、8633便は6時25分（以下、全て現地時間）重慶江北国際空港を離陸した。 離陸から約40分後、四川省小金県上空30,000フィート (9,100 m)で、突然コックピットの右側の窓が割れ、急激に機内の気圧が下がった。
急激な減圧の結果、FCU（Flight Control Unit、自動操縦などを操作するパネル）が大きく破損し、また吹き込む大量の気流の音で通信が聞き取れない状態になった。副操縦士は、自動応答装置（トランスポンダー）を使用して成都双流国際空港の管制官に緊急事態を宣言した。 
8633便は7時42分に成都双流国際空港に緊急着陸した。しかし、航空機はオーバーウエイト（重量超過）の状態だったため、タイヤの破損につながった。 
なお、副操縦士はシートベルトを着用していたものの、上半身が機体から吸い出された。顔にすり傷、右目の軽度の打撲、及び腰を捻挫するなどの怪我を負った。また、客室乗務員の1人も腰を負傷した。
その他の乗客乗務員は、機体の揺れによる負傷や急減した気圧による窒息などを起こさなかった。またエアバスA319の断熱設計により、コックピットにいた3人の操縦士は凍傷を受けなかった。

## 調査
中国民間航空局、エアバス、四川航空が原因究明を行った。また、エアバスはシカゴ条約の附属書に基づいて、調査の進展についてはコメントを控えていた。2020年6月2日、最終報告書が発表され、事故の根本的な原因は、フロントガラスの右側のシールが湿気によって損傷し、キャビン内外の気圧差や離着陸時の温度変化により、フロントガラスがさらに損傷し、最終的にフロントガラスが破裂した。

## その後
8633便の乗務員は機内での対処に対してメディアによって賞賛され、また機長は500万元の賞を与えられた。
乗務員はその後、職務に復帰した。また、8633便は”3U8633”として重慶発ラサ行の便で継続している。また事故機B-6419は修理を受けた後、2019年1月18日に運用が再開された。

## 映画化
この事件はアンドリュー・ラウ監督の映画『フライト・キャプテン 高度1万メートル、奇跡の実話』として公開されている。これは2019年の中華人民共和国建国70周年に合わせて撮影されたもので、興行収入第2位にランクインした。

## 同様の事故
- ブリティッシュ・エアウェイズ5390便